# Groningerland (schip, 1991)
De Groningerland is een veerboot die vaart tussen Borkum, Eemshaven en of Emden.

## Karakteristieken
De kiellegging van het passagiersschip gebeurde op 27 augustus 1990 op de Husumer Schiffswerft te Husum. Nadat het schip op 16 april 1991 te water gelaten werd kon het schip, dat de naam Hilligenlei gedoopt werd, op de 26 van dezelfde maand afgeleverd worden. Hij kwam in dienst bij de Wyker Dampfschiffs-Reederei tussen Schlüttsiel, Halligen en Wittdün auf Amrum.
In 2006 werd het schip verkocht aan AG Ems om als Groningerland dienst te doen tussen het Waddeneiland Borkum en de vaste wal. In de winter is het schip buiten gebruik.